# 유강초등학교
유강초등학교는 대한민국 경상북도 포항시 연일읍에교이는.

## 학교 연혁
- 1997.08.27 유강초등학교 설립 인가
- 1999.03.01 개교(17학급 편성)
- 1999.03.01 초대 서정륭 교장 취임
- 2004.10.29 도서관활용 정책연구학교(교육부) 운영 보고회 개최
- 2011.01.06 병설유치원 1학급 인가
- 2011.03.01 39학급 편성
- 2012.03.01 37학급 편성
- 2015.02.17 제16회 졸업식(졸업생 수 157명, 졸업생 총수 3,063명)
- 2015.03.01 제8대 안병시 교장 취임

## 참고 자료
- 유강초등학교 - 한국교육학술정보원 학교알리미